# Mezinárodní taneční soutěž v Paříži
Mezinárodní taneční soutěž v Paříži (fr. Concours international de danse de Paris) je soutěž v moderním a klasickém tanci, kterou od roku 1984 pravidelně pořádá město Paříž. Soutěž se koná pod patronací UNESCO.
Na soutěži se uděluje Grand Prix de la ville de Paris (Velká cena města Paříže), dále cena pro tanečníka, pro tanečnici, pro pár a cena pro mladého interpreta. Přísnost poroty je tak vysoká, že v mnohých letech není Grand Prix vůbec udělena.

## Nositelé Grand Prix za moderní tanec
- 1984 : Dominique Hervieu
- 1990 : Hiroko Sakakibara
- 1992 : Brice Leroux
- 1996 : Yuval Pick
- 1998 : Zheng Wu
- 2000 : Mélanie Lomoff

## Nositelé Grand Prix za klasický tanec
- 1984 : Isabelle Guérin
- 1988 : Tero Saarinen
- 1990 : Julia Makalina
- 1994 : Angel Corella
- 1998 : Dmitrij Gudanov